# Harald und Eddi/Episodenliste
Diese Episodenliste enthält alle Episoden der Sketch-Serie Harald und Eddi. Die Erstausstrahlung erfolgte auf Das Erste.

## Episoden

### 1. Staffel
Die Eröffnungssequenz ist in Form einer Revue gestaltet, in der unvermittelt Harald und Eddi in altertümlichen Kostümierungen auftauchen. Sie werden von den elegant gekleideten Tänzerinnen und Tänzern in die Aufführung eingebunden.
Etwa in der Mitte jeder Sendung singen Harald und Eddi eine Moritat. Sie tragen dabei die Kostüme vom Beginn der Sendung, die thematisch zum Liedtext passen. Regie  der 1. Staffel führte Joachim Roering.
Der Abspann der Sendung wird wieder von den Revuetänzerinnen und -tänzern untermalt.
| Nr.                                  | Inhalt | Nebendarsteller                                                     |
| 1. Folge (Erstausstrahlung: 03/1987) | 1. Folge (Erstausstrahlung: 03/1987) | 1. Folge (Erstausstrahlung: 03/1987)                                |
| ------------------------------------ | --- | ------------------------------------------------------------------- |
| 1                                    | Ein Partygast, der Knoblauch gegessen hat, spricht andere Gäste an und verwendet übermäßig viele Wörter mit "H".                                                                                     | Ursula Heyer                                                        |
| 2                                    | Ein Paar sitzt im Restaurant, ein fremder Mann macht der Frau ganz unverblümt Avancen, bis die beiden verärgert den Tisch verlassen.                                                                 | Lisa Riecken, Ewa Teilmans                                          |
| 3                                    | Ein Squash-Spieler verzweifelt am mangelnden sportlichen Wissen seines Mitspielers. |                                                                     |
| 4                                    | Lied: "Der alte Landbriefträger" |                                                                     |
| 5                                    | Ein Mann kommt mit einem Auflauf zum Tierarzt und behauptet, es handle sich hierbei um seine Schildkröte. (Eddi spricht hier mit ostpreußischem Akzent.)                                             |                                                                     |
| 6                                    | Ein Glückwunschkarten-Produzent und seine Mitarbeiter sprechen ausschließlich in Reimen miteinander.                                                                                                 |                                                                     |
| 7                                    | Ein Lexikon-Vertreter kommt zu einer scheinbar ungebildeten Familie, muss dann aber feststellen, dass sämtliche Familienmitglieder sogar noch mehr wissen, als im Lexikon steht.                     | Evelyn Meyka                                                        |
| 2. Folge (Erstausstrahlung: 03/1987) | |                                                                     |
| 1                                    | Ein Hörgeräteakustiker, der selbst schwerhörig ist, berät einen Kunden zum Kauf eines Hörgerätes. |                                                                     |
| 2                                    | Der Gastgeber unterhält sich auf einer Party mit einem Mann, der sich als parapsychologisches Medium ausgibt.                                                                                        |                                                                     |
| 3                                    | Lied: "Schneeflöckli, Schneeflöckli" |                                                                     |
| 4                                    | Zwei Männer unterhalten sich in einer Kneipe. Der eine Mann hat Schwierigkeiten, seine Sätze zu beenden, und der andere versucht jedes Mal, das passende Wort zu erraten.                            |                                                                     |
| 5                                    | Ein ängstlicher Patient kommt zu einem Arzt namens Dr. Sensenmann, der sich seinem Namen entsprechend verhält.                                                                                       |                                                                     |
| 6                                    | Ein Fußballer kickt den Ball versehentlich über den Zaun eines Grundstücks und wird vom Eigentümer dafür gedemütigt.                                                                                 | Christel Merian                                                     |
| 3. Folge (Erstausstrahlung: 03/1987) | |                                                                     |
| 1                                    | Ein extrem kurzsichtiger Friseur verängstigt seinen Kunden. |                                                                     |
| 2                                    | Der ungehobelte Restaurantgast am Nebentisch entpuppt sich als Inhaber des Lokals. | Corinna Drews, Aurelio Malfa, Horst Pinnow                          |
| 3                                    | Während einer Gesangspause beklagen sich zwei Chorsänger über ständige Wiederholungen und wiederholen dabei immer wieder die Sätze des jeweils anderen.                                              |                                                                     |
| 4                                    | Eine Frau soll sich beim Arzt entkleiden, ist aber keine Patientin, sondern seine Sekretärin. |                                                                     |
| 5                                    | Lied: "Das Leuchtturmwärter-Töchterlein" |                                                                     |
| 6                                    | Ein Mann bekommt Besuch vom "Erpressungsservice Süd". | Lisa Riecken, Verena Gospodar                                       |
| 7                                    | In einer Kneipe muss für jeden unflätigen Ausdruck eine Spende in eine Sammeldose geworfen werden.                                                                                                   | Karl-Ulrich Meves, Gaby Fischer                                     |
| 8                                    | Bei einer Unterhaltung auf einer Party wird ein Mann gemobbt. |                                                                     |
| 4. Folge (Erstausstrahlung: 04/1987) | |                                                                     |
| 1                                    | Wegen einer nächtlichen Autopanne schlägt ein Mann in einem einsamen Gasthaus auf. Der Wirt versteht aber kein Deutsch, er kennt nur die Namen verschiedener deutscher Sportler.                     |                                                                     |
| 2                                    | Der Ehemann erwischt seine Frau mit dem Geliebten in flagranti. Sie kann ihn besänftigen, indem sie ihm erzählt, was sie dem Geliebten alles zu verdanken haben.                                     | Liane Rudolph                                                       |
| 3                                    | Ein Fahrlehrer hat einen äußerst schwierigen Fahrschüler. |                                                                     |
| 4                                    | Lied: "Die alte Turmuhr schlägt die zwölfte Stunde" |                                                                     |
| 5                                    | Eine Gerichtsverhandlung wird im Stil diverser Fernsehshows wie "Was bin ich?" und "Die Montagsmaler" geführt.                                                                                       | Peter Döring                                                        |
| 6                                    | Ein Paar besucht ein Restaurant, in dem alle Gerichte mit Krähen zu tun haben. | Hannelore Kiesbauer                                                 |
| 7                                    | In einer Zoohandlung geben Tiere Geräusche anderer Tiere von sich. |                                                                     |
| 5. Folge (Erstausstrahlung: 04/1987) | |                                                                     |
| 1                                    | In einer Imbissbude funktionieren einige Geräte wie die Kasse und die Alarmanlage nicht. Ein Räuber, ein Polizist und eine Kundin mit Baby helfen dem Betreiber, alles wieder in Ordnung zu bringen. | Jutta Kausch, Dieter Kursawe                                        |
| 2                                    | Auf einer Party unterhalten sich zwei Gäste und sprechen gleichzeitig dieselben Sätze. | Andrea Brix                                                         |
| 3                                    | Eine Allergie stört die Trauungszeremonie. | Constanze Harpen, Rudolf Unger                                      |
| 4                                    | Lied: "Halbblut" |                                                                     |
| 5                                    | Zwei Männer sehen gemeinsam fern. Immer, wenn der eine das Zimmer verlässt, erscheint er im Fernsehen.                                                                                               | Karin David, Sibylle Kuhne                                          |
| 6                                    | Während in einer Restaurantküche eine Fußballübertragung im Fernsehen läuft, geht es dort wenig hygienisch zu.                                                                                       |                                                                     |
| 6. Folge (Erstausstrahlung: 04/1987) | |                                                                     |
| 1                                    | In einer Bar meint ein Gast, in einem anderen einen Promi zu erkennen. |                                                                     |
| 2                                    | Auf einer Party fragt ein Gast verschlüsselt nach der Toilette. Sein Gesprächspartner versteht ihn immer falsch.                                                                                     |                                                                     |
| 3                                    | Ein Mann übt mehrere Berufe gleichzeitig aus: Tanzlehrer, Tierarzt, Bestatter, Augenarzt, … | Beate Tober, Friedrich Wollweber, Gundula Petrovska, Charlott Adami |
| 4                                    | Lied: "Verstoßen, von allen verlassen" |                                                                     |
| 5                                    | Die Dreharbeiten für den "Spontol"-Werbespot müssen oft wiederholt werden. |                                                                     |
| 6                                    | Ein Mann verschluckt sich bei der Weinprobe. |                                                                     |
| 7                                    | In einem Süßwarenladen kaufen sehr wählerische Kunden ein. | Heidi Joschko                                                       |

### 2. Staffel
Nach dem Vorspann, der aus einer Collage verschiedener Sketch-Ausschnitte besteht, folgt ein Sketch nach dem immer gleichen Muster: Eddi geht vor dem laufenden Fernsehgerät konzentriert einer Tätigkeit nach. Harald als Fernsehansager wendet sich mit den Worten "Guten Abend, meine Damen und Herren. Für das nun folgende Programm bitte ich einen Augenblick um Ihre Aufmerksamkeit." an die Zuschauer, wird von Eddi aber nicht beachtet und greift schließlich direkt aus dem Gerät in das Geschehen bei ihm ein. Die Regie der 2. Staffel führte Regisseur George Moorse.
Die Sketche sind mit eingespielten Lachern unterlegt.
| Nr.                                   | Inhalt | Nebendarsteller                                                        |
| 7. Folge (Erstausstrahlung: 05/1988)  | 7. Folge (Erstausstrahlung: 05/1988) | 7. Folge (Erstausstrahlung: 05/1988)                                   |
| ------------------------------------- | --- | ---------------------------------------------------------------------- |
| 0                                     | Eddi isst ein Dessert. Harald zieht das Tischtuch weg, so dass das Schälchen umfällt. |                                                                        |
| 1                                     | In einer Buchhandlung sind die Bücher nach Farbe und Größe sortiert. | Margret Homeyer                                                        |
| 2                                     | In einem Mozart-Konzert summt ein Besucher ständig mit. Die anderen Besucher sind nur seinetwegen gekommen. | Karen Friesicke, Lotti Huber, Maximilian Ruethlein, Herbert Weißbach   |
| 3                                     | Ein Kunde verlangt in der Apotheke "Schisslaweng". |                                                                        |
| 4                                     | Zwei Teilnehmer an einem Erfinderkongress teilen sich ein Hotelzimmer und probieren dort ihre Erfindungen aus: ein Unsichtbar-Spray und ein Haarwuchsmittel, das die Haare rosa färbt.                                                | Karen Friesicke, Helmut Roland Fröhlich                                |
| 5                                     | "Einen Tisch teilen" wird im Restaurant wörtlich genommen. |                                                                        |
| 6                                     | Der Hund, den ein Ehepaar schon 12 Jahre hat, ist in Wirklichkeit der verkleidete Liebhaber der Frau. | Christine Kaufmann, Günther Kaufmann                                   |
| 7                                     | Der Sitznachbar eines Kinobesuchers verrät nicht nur, wie der Film weitergeht, sondern auch, wie dessen Tag nach dem Kino aussehen wird.                                                                                              |                                                                        |
| 8                                     | In einem Fotogeschäft bekommt der Kunde einen Ziegelstein als Kamera verkauft. |                                                                        |
| 8. Folge (Erstausstrahlung: 05/1988)  | |                                                                        |
| 0                                     | Eddi vergnügt sich auf dem Sofa mit einer Frau, Harald kippt ein Glas Wasser auf beide. |                                                                        |
| 1                                     | Eddi trifft im Flugzeug auf einen Astrologen, der sich als die Zeitungsastrologin "Frau Zurinda" entpuppt und ihm den Grund für diverse Missgeschicke mit seinem Horoskop erklärt.                                                    | Barbara Czerwinski                                                     |
| 2                                     | Eddi hat Probleme beim Tanken. |                                                                        |
| 3                                     | Zwei Bekannte sitzen in einem Amphitheater in Griechenland. Einer ist ein Kulturbanause und verwechselt den Ort mit einer Stierkampfarena.                                                                                            |                                                                        |
| 4                                     | Eine Kartenabreißerin entwertet das Ticket eines Besuchers, daraufhin zerreißt er auf dieselbe Weise ihr Kleid. | Karen Friesicke                                                        |
| 5                                     | Ein Schauspieler soll mit dem Auto gegen eine Wand fahren. |                                                                        |
| 6                                     | Ein Mann liegt mit der Geliebten im Bett, als seine Frau anruft. Sie sagt, sie sei bei dieser zum Kartenspielen. | Karen Friesicke                                                        |
| 7                                     | Ein Mann sitzt mit seiner Geliebten im Restaurant, als ein Erpresser auftaucht und ihm mitteilt, er habe seine Frau entführt. Am Ende zahlt ihm der Entführer Geld, damit der Mann seine Frau endlich wieder zurücknimmt.             | Karen Friesicke                                                        |
| 8                                     | In einem Restaurant werden Gäste ohne Krawatte abgewiesen. | Margret Homeyer                                                        |
| 9                                     | Ein Drehbuchautor kommt zu einem Anwalt. Das gesamte Gespräch hört sich wie der Auszug aus einem Drehbuch an. | Christine Kaufmann                                                     |
| 10                                    | Ein Mann wird an der Haustür überredet, den Schutz der Wale zu unterstützen. |                                                                        |
| 11                                    | Der Kunde eines Tante-Emma-Ladens lässt sich vom Verkäufer eine Reihe von Produktnamen aufsagen, weil das für ihn wie ein Feuerwerk klingt.                                                                                           |                                                                        |
| 9. Folge (Erstausstrahlung: 05/1988)  | |                                                                        |
| 0                                     | Eddi baut ein Kartenhaus, Harald pustet es aus dem Fernseher heraus um. |                                                                        |
| 1                                     | Auf einem Kostümfest erkennt ein Gast Harald Juhnke nicht, der als er selbst geht. | Karen Friesicke                                                        |
| 2                                     | Mann und Frau essen an einem Restauranttisch auf einer Wiese. Der Ober, der einen langen Weg über die Wiese zu dem Tisch kommt, ist aber nicht für diesen Tisch zuständig.                                                            |                                                                        |
| 3                                     | Zwei Männer sitzen in einer Bar; einer wiederholt alles, was der andere sagt. |                                                                        |
| 4                                     | Eine Fahrschülerin versteht die Aufforderung des Fahrlehrers, in den Spiegel zu blicken, falsch und schaut in ihren Taschenspiegel.                                                                                                   |                                                                        |
| 5                                     | Bei einem Bewerbergespräch verhält sich der Bewerber wie der Interviewer. | Lothar Mann                                                            |
| 6                                     | In einer Bar stellt Harald seinen eineiigen Zwillingsbruder Eddi vor, der ihm überhaupt nicht ähnlich sieht. | Wolfgang Bathke, Barbara Czerwinski, Karen Friesicke, Günther Kaufmann |
| 7                                     | Ein Mann mit einer Axt im Kopf kommt zum Arzt. |                                                                        |
| 8                                     | Ein Mann geht mit einer Frau in die Kneipe und preist diese wie ein Luxuslokal mit reichhaltiger Auswahl an. Es stellt sich heraus, dass es dort nur Wasser gibt.                                                                     | Karen Friesicke                                                        |
| 9                                     | Auf einer Party erzählt ein Mann von seinem aufregenden Leben. Sein Gesprächspartner stellt andauernd Querverbindungen zu seinem Wohnort Otterndorf her.                                                                              |                                                                        |
| 10. Folge (Erstausstrahlung: 06/1988) | |                                                                        |
| 0                                     | Eddi liegt auf dem Sofa und hört Walkman, Harald schneidet mit einer großen Schere das Kopfhörer-Kabel durch. |                                                                        |
| 1                                     | Ein Paar besucht zu später Stunde ein Restaurant, dessen Betreiber schon längst Feierabend machen möchte. Die Frau isst wegen ihrer Sellerie-Muskatnuss-Diät sowieso nichts.                                                          | Christine Kaufmann                                                     |
| 2                                     | Ein Postbote will einen Brief rechtzeitig in den Briefkasten einwerfen, den er im Anschluss selbst leert. |                                                                        |
| 3                                     | Ein Paar hält sich extrem lange mit der Tortenauswahl auf. | Inge Wolffberg                                                         |
| 4                                     | Ein Besuch im Sexshop verläuft nicht so unerkannt wie erhofft. |                                                                        |
| 5                                     | Ein Mann nimmt seinen selbst konstruierten Roboter mit in die Kneipe. | Karen Friesicke                                                        |
| 6                                     | Ein Mann hat Angst vor den gefährlichen Tieren seines Arbeitskollegen | Klaus Jepsen, Christine Kaufmann                                       |
| 7                                     | In einem Bewerbungsgespräch wird die Fähigkeit, Nein zu sagen, verlangt. |                                                                        |
| 8                                     | Die Schach-WM wirkt nicht nur auf die Zuschauer ermüdend. |                                                                        |
| 9                                     | Auf einer Party wird ein Gast in ein Gespräch über Bayreuth und vermeintliche Gemeinsamkeiten verwickelt. |                                                                        |
| 10                                    | Zwei Kneipenbesucher werden vom Lügendetektor der Wirtin gnadenlos bloßgestellt. | Christine Kaufmann                                                     |
| 11. Folge (Erstausstrahlung: 06/1988) | |                                                                        |
| 0                                     | Eddi ist vor dem Fernseher eingeschlafen. Harald pustet in eine Papier-Rolltröte. |                                                                        |
| 1                                     | Eine Durchsage auf dem Bahnsteig geht ausführlich auf die traurigen Gründe für den Ausfall des Zuges ein. |                                                                        |
| 2                                     | Zwei Männer ziehen gleichzeitig an der Post im Briefschlitz der Wohnungstür. |                                                                        |
| 3                                     | Ein Mann möchte in einer Zoohandlung einen Papagei als Ersatz für sein "Augustchen" kaufen. (Eddi spricht hier mit ostpreußischem Akzent.)                                                                                            |                                                                        |
| 4                                     | Beim Golfspielen im Büro fällt der Golfball durch das Loch auf den Kopf eines Mitarbeiters im darunterliegenden Büro. |                                                                        |
| 5                                     | Ein Mann überredet in einer Ausstellung einen anderen, sich an eine Frau heranzumachen, damit er bei deren Freundin freie Bahn hat.                                                                                                   | Peter Schlesinger                                                      |
| 6                                     | Zwei Bankräuber nehmen als Strumpfmaske je ein Bein derselben Strumpfhose. |                                                                        |
| 7                                     | Zwei Freunde unterhalten sich in der U-Bahn darüber, dass die Zeitungen beim Thema Sex klare Ansagen immer vermeiden wollen. |                                                                        |
| 8                                     | Beim ersten Treffen nach einer Kontaktanzeige mit poetischem Text geht es schnell zur Sache. | Christine Kaufmann                                                     |
| 9                                     | Ein Mann zieht einen unendlich langen Brief aus dem Briefschlitz. |                                                                        |
| 10                                    | Ein Paar besucht das Video-Restaurant "El Video" | Karen Friesicke                                                        |
| 11                                    | Der Geliebte muss sich im Schrank verstecken, weil der Ehemann unvermutet nach Hause kommt. | Karen Friesicke                                                        |
| 12                                    | Drei Passagiere im Zugabteil sprechen in Reimen im Rhythmus der Schienengeräusche. | Christine Kaufmann, Günther Kaufmann                                   |
| 13                                    | Schwarz-gelbe Zahnpasta macht Zähne schwarz-gelb gestreift. |                                                                        |
| 14                                    | Ein exzentrischer Schauspieler weigert sich, Othello zu spielen |                                                                        |
| 12. Folge (Erstausstrahlung: 06/1988) | |                                                                        |
| 0                                     | Eddi liest Zeitung, Harald nimmt sie ihm weg. |                                                                        |
| 1                                     | Bei einer Party unterhalten sich zwei Toupetträger mit allerlei Anspielungen auf das Thema Haare. | Gottfried Vollmer                                                      |
| 2                                     | Ein fast blinder Kunde wird von einem ebenso sehbehinderten Optiker bedient. |                                                                        |
| 3                                     | Ein Mann merkt, während er auf einer Einkaufsstraße läuft, dass er gefilmt wird. Er achtet ab diesem Zeitpunkt besonders auf seine Außenwirkung, läuft dabei aber gegen ein Hindernis.                                                |                                                                        |
| 4                                     | Dem Buchhalter Herrn Tilli wird von seinem Vorgesetzten vorgeworfen, langweilig zu sein. | Karen Friesicke                                                        |
| 5                                     | Vor dem Traualtar stehen irrtümlich zwei einander fremde Personen und diskutieren während der Trauungszeremonie darüber, ob sie sich nicht doch verheiraten lassen sollen.                                                            | Christine Kaufmann                                                     |
| 6                                     | Ein Mann mit Flügeln sucht einen Arzt auf. |                                                                        |
| 7                                     | Ein Mann veranstaltet eine äußerst langweilige Party zu zweit. Bei den Getränken gibt es die Wahl zwischen Wasser und Eiswasser, wegen des Sauerstoffverbrauchs soll nicht gelacht werden, und die Möbel sollen nicht benutzt werden. |                                                                        |

### 3. Staffel
Jede Sendung beginnt mit Harald als Fernsehsprecher, der in Großaufnahme direkt zum Publikum spricht: "Guten Abend, meine Damen und Herren. Ich freue mich, Ihnen heute Abend wieder eine neue Folge unserer Sketch-Reihe 'Harald und Eddi'…". Dann sieht man – wie schon in der vorangegangenen Staffel – dass Eddi das Fernsehprogramm ignoriert, woraufhin Harald aus dem Gerät heraus für Aufmerksamkeit sorgt. Erst danach kommt der Vorspann in Form einer Collage aus Sketch-Ausschnitten.
In dieser Staffel gibt es keine eingespielten Lacher mehr. Regie der 3. Staffel führte Stefan Lukschy.
| Nr.                                   | Inhalt | Nebendarsteller                                   |
| 13. Folge (Erstausstrahlung: 10/1989) | 13. Folge (Erstausstrahlung: 10/1989) | 13. Folge (Erstausstrahlung: 10/1989)             |
| ------------------------------------- | --- | ------------------------------------------------- |
| 0                                     | Eddi tippt auf der Schreibmaschine, Harald zieht das Papier heraus. |                                                   |
| 1                                     | Ein Hotelgast tritt versehentlich auf das Frühstück, das er vor die Tür gestellt bekommen hat. Er tauscht es schnell mit dem Frühstück vor einer anderen Zimmertür, doch das war für einen Hund gedacht.                                                                        |                                                   |
| 2                                     | Ein Arzt heilt das eingebildete Ohrensausen eines Patienten mit der Diagnose einer Schwangerschaft. |                                                   |
| 3                                     | Die Mitglieder eines Taubenzüchterkongresses lassen sich ihre Post ans Hotel mit Brieftauben schicken. |                                                   |
| 4                                     | In einem Raucherabteil im Zug beschwert sich ein Raucher über seinen nichtrauchenden Mitreisenden, um das Abteil für sich allein zu bekommen. | Jeannine Burch                                    |
| 5                                     | Bei einem Konzert husten die Zuhörer im Takt. |                                                   |
| 6                                     | Ein betrunkener Autofahrer ist froh, dass der Polizist ihm sagt, seine schlechte Fahrweise liegt an seiner Trunkenheit. Er dachte, es läge an der Lenkung des Wagens. |                                                   |
| 7                                     | Der Kauf eines Eis erfolgt so sorgfältig und durchdacht wie bei einer großen Anschaffung. |                                                   |
| 8                                     | Zwei Frauen treffen sich im Tanzcafé. Eine kommt gerade vom Zahnarzt und kann sich nach der Behandlung nur schwer artikulieren. |                                                   |
| 9                                     | Ein Filmteam dreht in einer Wohnung und schneidet das Telefonkabel durch, als es ein Telefon braucht. | Margret Homeyer                                   |
| 10                                    | Ein Polizist will einen Mann um die Hand von dessen Tochter bitten. Doch dieser ist beim Anblick des Polizisten von schlechtem Gewissen geplagt und registriert gar nicht, dass es um einen Heiratsantrag geht.                                                                 | Karen Friesicke, Margret Homeyer                  |
| 11                                    | Ein Mann sucht sich in einem Karnevalsgeschäft sorgfältig eine Nase aus, um dann damit ebendiesen Laden zu überfallen. |                                                   |
| 12                                    | Der Geliebte einer Frau soll aus dem 13. Stock vom Balkon springen. | Karen Friesicke                                   |
| 13                                    | Im Restaurant wird der Gast bei jeder Kleinigkeit, bis hin zum Material der Zuckerdose für den Tee, vor die Wahl gestellt. | Christine Kaufmann                                |
| 14. Folge (Erstausstrahlung: 10/1989) | |                                                   |
| 0                                     | Eddi spielt alleine Mikado, Harald zerstört den Spielaufbau. |                                                   |
| 1                                     | Die Parkbank, auf der ein älteres Paar sitzt, stellt sich als der überdimensionierte Ghettoblaster eines Punks heraus. | Dagmar Biener                                     |
| 2                                     | Ein berühmter Zauberkünstler muss sich gegen einen aufdringlichen Fan zur Wehr setzen. |                                                   |
| 3                                     | Ein Polizist fragt einen verunfallten Autofahrer im brennenden Auto: "Na, wo brennt's denn?" |                                                   |
| 4                                     | Ein Mann hat eine Wohnung, die komplett mit Kork ausgekleidet ist. |                                                   |
| 5                                     | Zwei Frauen unterhalten sich über ihre Hunde, als wären es Ehemänner. |                                                   |
| 6                                     | Ein Mann fragt eine Frau, ob er ihr erster Liebhaber ist. | Karen Friesicke                                   |
| 7                                     | Vater und Sohn versuchen, durch einen inszenierten Streit die Zeche zu prellen. (Eddi Arent spricht hier mit ostpreußischem Akzent.) | Evelyn Meyka                                      |
| 8                                     | Vor Gericht geht es um die Frage, warum ein Zeuge die Uhrzeit so genau angeben kann, obwohl er weder selbst eine Uhr trug noch eine Uhr sehen konnte. |                                                   |
| 9                                     | In der Sendung "Glück in der Liebe" schockiert ein Gast die Moderatorin mit dem Geständnis, sich gerne Bilder von Pin-up-Girls anzusehen. | Nora Jensen                                       |
| 10                                    | Bei einem Brand in einem Pensionistenheim für Eisenbahner können die Bewohner nur durch eine Bahndurchsage zum Verlassen des Gebäudes animiert werden. |                                                   |
| 11                                    | Ein Schauspieler wird von einem Fan gebeten, sich nach dem Auftritt als sein alter Schulfreund auszugeben. |                                                   |
| 12                                    | Der Schuhverkäufer soll die Schuhe für den Kunden anprobieren. |                                                   |
| 13                                    | Ein Mann bittet seine Frau, seinem Chef vorzuspielen, sie hätte etwas ganz Exquisites gekocht. Doch der Trick geht schief. | Christine Kaufmann                                |
| 15. Folge (Erstausstrahlung: 11/1989) | |                                                   |
| 0                                     | Eddi spielt vor dem Fernseher Schach, Harald nimmt ihm eine Figur weg. |                                                   |
| 1                                     | In einer öffentlichen Toilette weist ein Polizist einen Mann darauf hin, dass er ihm soeben einen Strafzettel verpasst hat. Der Mann rächt sich, indem er seinen Hund auffordert, dem Beamten das Toilettenpapier aus der Kabine wegzunehmen.                                   |                                                   |
| 2                                     | Bei einem Juwelier verlangt ein Kunde Lebensmittel, andernfalls kauft er die teuren Schmuckstücke nicht. | Margret Homeyer                                   |
| 3                                     | Ein vermeintlicher Spanner im Park stellt sich als der Ehemann der von ihm beobachteten Frau heraus. | Dagmar Biener                                     |
| 4                                     | Nach dem Erfinder des Fahrrades kommt der Erfinder der Fahrradbremse ins Patentbüro. | Egon Hofmann                                      |
| 5                                     | Eine Putzfrau bringt Chaos ins Büro. |                                                   |
| 6                                     | Die Autopanne einer jungen Frau wird dazu benutzt, einer Pension Einnahmen zu verschaffen. | Gaby Fischer                                      |
| 7                                     | Das Aktmodell eines Malers soll sich ausziehen, als seine Frau kommt, damit sie keinen Verdacht erweckt. | Karen Friesicke                                   |
| 8                                     | In einer Talkshow werden zwei Astronauten direkt nach ihrer Rückkehr interviewt. | Nora Jensen                                       |
| 9                                     | Ein Mann wird von einem anderen Mann an der Bar angesprochen, der in ihm einen alten Bekannten erkennt. Er selbst weiß davon aber nichts. | Karen Friesicke                                   |
| 10                                    | Am Strand sucht ein Mann seine Frau, die im Vorjahr dort eingebuddelt wurde. |                                                   |
| 11                                    | Ein Immobilienmakler preist dem Interessenten ein Haus an, das direkt am Flughafen liegt und andauernd von Passagieren durchquert wird. | Nora Jensen, Iha von der Schulenburg, Lothar Mann |
| 12                                    | Zwei Damen unterhalten sich im Café über eine weiter entfernt sitzende Frau, die sich nicht nur im übertragenen Sinne als richtiger Drache entpuppt. |                                                   |
| 13                                    | Auf einer Party wird ein Prominenter mit einem Autogrammwunsch genervt. Am Ende stellt sich heraus, dass sein Fan ihn verwechselt hat. |                                                   |
| 14                                    | Harald und Eddi benutzen einen sprechenden Bankautomaten. |                                                   |
| 15                                    | Ein Restaurantgast muss Geschirr und Besteck extra bestellen. |                                                   |
| 16. Folge (Erstausstrahlung: 11/1989) | |                                                   |
| 0                                     | Eddi beschäftigt sich mit seinem Briefmarkenalbum, Harald nimmt es ihm weg. |                                                   |
| 1                                     | Der Kuchen, den ein Gefangener von seiner Frau bekommt, enthält eine Säge, um den harten Kuchen zu schneiden. | Evelyn Meyka                                      |
| 2                                     | Beim Tierarzt erscheint eine Frau mit ihrem Hund, der offensichtlich ein verkleideter Mensch ist. | Nora Jensen, Mechtild Erpenbeck                   |
| 3                                     | Als ein Polizist erkennt, dass eine Bank in Kürze überfallen wird, beeilt er sich, davor noch sein Konto aufzulösen. |                                                   |
| 4                                     | Der Verkäufer eines Antiquitätengeschäfts verhält sich auffällig unwirtschaftlich, um seinem Chef zu schaden. | Christine Kaufmann                                |
| 5                                     | Ein Ehepaar sitzt auf einer Parkbank, als ein Mann hinzukommt und der Frau, mit der er offensichtlich schon länger ein Verhältnis hat, einen Antrag macht. Die Frau gibt an, ihn nicht zu kennen, da kommt schon der nächste Mann mit derselben Masche.                         | Dagmar Biener                                     |
| 6                                     | Die strenge Politesse entpuppt sich als Ehefrau des Autofahrers. | Margret Homeyer                                   |
| 7                                     | Harald und Eddi rufen Boris Becker an, um ihn in ihre Sendung einzuladen. |                                                   |
| 8                                     | Ein Mann kommt mit einer Wildente zum Pfarrer, weil er diese heiraten will. |                                                   |
| 9                                     | Zwei Frauen möchten eine Fernsehübertragung ansehen, werden aber vom Gespräch ihrer Männer gestört, die gerade vom Einkaufen gekommen sind. Mit der Fernbedienung schicken sie die beiden durch Zurückspulen wieder nach draußen.                                               |                                                   |
| 10                                    | Bei einer Vernissage unterhält sich ein Mann mit einem anderen über seine Erfolgschancen bei einer Besucherin. Es stellt sich heraus, dass sie die Frau seines Gesprächspartners ist.                                                                                           |                                                   |
| 11                                    | Der Gewinner eines Filmpreises bedankt sich allzu detailliert bei allen möglichen Menschen. |                                                   |
| 12                                    | In einer Bar erzählt ein Mann einem anderen von seinem Problem, ohne es zu benennen. Schließlich stellt sich heraus, dass es um Niesen geht. | Karen Friesicke                                   |
| 13                                    | Ein Einbrecher zweifelt den Wert der Gegenstände, die er zu stehlen beabsichtigt, an. Die Besitzer geben sich daraufhin alle Mühe, ihm diese anzupreisen. | Margot Rothweiler                                 |
| 17. Folge (Erstausstrahlung: 11/1989) | |                                                   |
| 0                                     | Eddi macht ein Puzzle, Harald nimmt ihm den Deckel, auf dem sich das Vorlagenbild befindet, weg. |                                                   |
| 1                                     | Als beim Autowaschen plötzlich kein Wasser mehr aus dem Schlauch kommt, stellt sich heraus, dass jemand mit dem anderen Ende ebenfalls sein Auto wäscht. |                                                   |
| 2                                     | Der Ober verlangt vom Gast sehr ausführliche Höflichkeitsbekundungen. |                                                   |
| 3                                     | Zwei Damen unterhalten sich im Café über Fehlsichtigkeit. |                                                   |
| 4                                     | Der Verursacher eines Auffahrunfalls gibt dem Geschädigten Geld, kann aber nicht wechseln. So beschädigt er das Auto mit Fußtritten weiter, um die Schadenhöhe dem Wert des Geldscheins anzugleichen.                                                                           |                                                   |
| 5                                     | Der Drohbrief, den ein Mann erhalten hat, befindet sich an einem Pfeil, der direkt in seinem Rücken steckt. |                                                   |
| 6                                     | Ein Mann findet den Ausgang seines Hotelzimmers nicht. |                                                   |
| 7                                     | Eine Frau bekommt von ihrem Gatten einen Mann, nämlich den Nachbarn, als Geburtstagsgeschenk. Er wird wie ein Gebrauchsgegenstand betrachtet und getestet. | Christine Kaufmann                                |
| 8                                     | In einem Zugabteil bietet ein Mann seinem Mitreisenden fast seine komplette Kleidung an, um von diesem eine Zigarette zu bekommen. | Evelyn Meyka                                      |
| 9                                     | Ein Mann kommt mit einem großen Teddybären zum Tierarzt. |                                                   |
| 10                                    | Ein Mann nimmt eine Frau nachts in seinem Auto mit. Als es plötzlich eine Panne hat, entlarvt sie diese schnell als Annäherungsversuch. | Karen Friesicke                                   |
| 11                                    | Ein Einbrecher wird vom Hausherren eingeschüchtert. Als er ihm seine Angst gesteht, beruhigt ihn der Hausherr, dass er seine angebliche Überlegenheit nur erfunden hat. Nachdem der Einbrecher weg ist, stellt sich heraus, dass die "böse Ehefrau" aber tatsächlich existiert. |                                                   |
| 12                                    | Ein Fotograf ist sehr engagiert beim Fotografieren für die Gefängnisakte. |                                                   |
| 13                                    | In einer Buchhandlung gibt es ausschließlich Bücher eines Autors namens Sedlmayr, der sich als der Buchhändler selbst herausstellt. |                                                   |

### 4. Staffel
Beginn und Ablauf der Folgen sind wie in der 3. Staffel aufgebaut. Nach dem Abspann gibt es außerdem noch einen Sketch aus der Folgesendung als "kleine Kostprobe" zu sehen. Auch in dieser 4. und letzten Staffel führte Stefan Lukschy Regie.
| Nr.                                   | Inhalt | Nebendarsteller                                       |
| 18. Folge (Erstausstrahlung: 03/1990) | 18. Folge (Erstausstrahlung: 03/1990) | 18. Folge (Erstausstrahlung: 03/1990)                 |
| ------------------------------------- | --- | ----------------------------------------------------- |
| 0                                     | Eddi brät etwas in der Pfanne, Harald nimmt ihm diese weg. |                                                       |
| 1                                     | Der vermeintliche Friseur entpuppt sich als Wäscherei-Mitarbeiter, der nur die Handtücher für den Salon vorbeigebracht hatte.                                                                            |                                                       |
| 2                                     | Ein Mann möchte eine Glasscheibe in Auftrag geben und zeigt die Höhe mit dem Abstand seiner Arme, seine Frau macht dasselbe für die Breite.                                                              |                                                       |
| 3                                     | Ein Pilot muss sich für den Umweg seines Fluges über Australien rechtfertigen. |                                                       |
| 4                                     | Der Preis für ein Stillleben bemisst sich nach der darauf abgebildeten Fleischsorte. |                                                       |
| 5                                     | Die routinemäßige Eheuntersuchung in einer Eheberatungspraxis führt zu einem Ehestreit. | Christine Kaufmann                                    |
| 6                                     | Ein Diebstahlopfer fragt in einem kleinen Laden, ob er schnell das Telefon benutzen darf, und wirft es nach dem Dieb.                                                                                    | Margret Homeyer                                       |
| 7                                     | Ein frischgebackener Vater denkt, er kann sich eines der beiden ihm gezeigten Babys aussuchen. |                                                       |
| 8                                     | Ein Mann informiert sich in der Bank, ob sein Geld im Falle eines Überfalls auch sicher ist, um dann sogleich die Bank zu überfallen.                                                                    |                                                       |
| 9                                     | Eine Politesse hilft unwissentlich einem Autodieb. (Eddi spricht hier mit ostpreußischem Akzent.) | Margret Homeyer                                       |
| 10                                    | Ein Mann führt eine Liste aller bisherigen Geliebten, allerdings nach Blutgruppe sortiert, weil er ein Vampir ist.                                                                                       | Karen Friesicke                                       |
| 11                                    | Ein Restaurantgast kann, wie schon im Jahr zuvor, die Rechnung nicht bezahlen. |                                                       |
| 12                                    | Ein Patient möchte seinem Arzt etwas sagen, allerdings ist nur eine Vertretungsärztin da. So macht er ihr die beabsichtigte Liebeserklärung.                                                             | Karen Friesicke                                       |
| 13                                    | Ein Buchhändler liest einem Kunden das Ende eines Krimis vor. |                                                       |
| 14                                    | Ein Feuerwehrmann erklärt auf der Polizeiwache, dass er sein Haus nur deshalb angezündet hat, um einmal von zuhause aus zu arbeiten.                                                                     |                                                       |
| 15                                    | Enkeltrick in umgekehrter Form: Eine alte Dame verwickelt ihren Hintermann an der Kasse in ein Gespräch und sorgt dafür, dass er zahlen muss, indem sie ihn als ihren Sohn ausgibt.                      | Brigitte Mira, Nora Jensen                            |
| 16                                    | Bei einem Bankett in feiner Gesellschaft klemmt ein Mann beim Schließen der Hose das Tischtuch ein. | Karen Friesicke                                       |
| 17                                    | Ein nervöser Telefonkandidat beantwortet in letzter Sekunde die Quizfrage, bei der anschließenden Frage hat sein Fernseher eine Bildstörung.                                                             |                                                       |
| 19. Folge (Erstausstrahlung: 03/1990) | |                                                       |
| 0                                     | Eddi spielt mit einer Modelleisenbahn, Harald nimmt ihm den Zug weg. |                                                       |
| 1                                     | Ein Iglubesitzer beschwert sich über seinen Ofen, weil dieser das Iglu zum Schmelzen gebracht hat. |                                                       |
| 2                                     | Der Supermarktkassierer führt an der Kasse eine sehr spezielle Qualitätsprüfung der gekauften Waren durch.                                                                                               |                                                       |
| 3                                     | Der Arzt hat bei der Operation seine Brille im Patienten vergessen. Dieser will ihm Geld für eine neue Brille geben, damit er um eine weitere Operation herumkommt.                                      |                                                       |
| 4                                     | Vor einer Telefonzelle wartet eine lange Schlange im Regen. Doch der Mann in der Zelle hat mit seinem Mobiltelefon telefoniert.                                                                          |                                                       |
| 5                                     | Ein Mann holt sich vom Geliebten seiner Frau sein Taschengeld ab. Die Frau findet das ganz normal, bemerkt aber zu spät, dass es sich um einen Betrüger handelt.                                         | Christine Kaufmann                                    |
| 6                                     | In der Nähe einer Autobahn grillt eine Familie und bietet Reisenden kleine Erfrischungen an. Es stellt sich heraus, dass es sich dabei um die Betreiber eines Imbisses handelt, die damit Geld verdienen | Dagmar Biener, Simon Jacombs, Margot Rothweiler       |
| 7                                     | Ein Mann fühlt sich in der Badabteilung eines Möbelhauses wie zu Hause. | Margret Homeyer, Karl-Ulrich Mewes                    |
| 8                                     | In der Wüste treffen sich zwei Bekannte und plaudern über Alltägliches. |                                                       |
| 9                                     | Zwei Besucher eines Spielcasinos haben fast ihr letztes Hemd verspielt. |                                                       |
| 10                                    | Eine ältere Dame erzählt, dass ihr Hund die Reinkarnation ihres Mannes ist. | Margret Homeyer                                       |
| 11                                    | Nur einer der beiden Pianisten eines Klavierduos kann Klavier spielen. | Nora Jensen                                           |
| 12                                    | In einem italienischen Lokal geht es mit Gondelfahrt, Straßenraub, Hochzeitsprozession und Mafia-Schießerei wie im Italien-Klischee zu.                                                                  | Karen Friesicke                                       |
| 13                                    | In der Zoohandlung möchte ein Mann Ungeziefer kaufen, um seine Wohnung in den Anfangszustand zurückzuversetzen.                                                                                          |                                                       |
| 14                                    | Im Schuhgeschäft sucht ein Mann die perfekten Schuhe, um seinen Chef damit zu treten. | Peter Doering                                         |
| 15                                    | Im Restaurant nimmt ein Paar den Satz "Wir nehmen diesen Tisch" wörtlich. | Karen Friesicke                                       |
| 16                                    | Zwei Bankräuber streiten sich während des Überfalls, versöhnen sich dann aber wieder. | Nora Jensen                                           |
| 20. Folge (Erstausstrahlung: 03/1990) | |                                                       |
| 0                                     | Eddi legt eine Patience, Harald zieht ihm das Tischtuch mit den Karten weg. |                                                       |
| 1                                     | Der vollkommen einbandagierte Krankenhauspatient wird von einer Besucherin mit Zärtlichkeiten überhäuft, da sie ihn irrtümlich für ihren Mann hält.                                                      | Karen Friesicke                                       |
| 2                                     | Ein Mann möchte im Zoogeschäft einen Goldfisch reklamieren, der im völlig verschmutzten Wasser verendet ist. (Eddi spricht hier mit ostpreußischem Akzent.)                                              |                                                       |
| 3                                     | Eine Frau befürchtet, ihr eifersüchtiger Mann könnte den Fensterputzer für ihren Geliebten halten. | Christine Kaufmann                                    |
| 4                                     | Ein Bankräuber wartet ab, bis der Kunde vor ihm fertig bedient ist. Das dauert ihm schließlich zu lange, und er beschließt, an einem anderen Tag wieder zu kommen.                                       |                                                       |
| 5                                     | Der Leiter einer Mondmission hat einen der Astronauten auf dem Mond vergessen. |                                                       |
| 6                                     | Nach Jahren auf der Reservebank kommt ein Fußballer endlich zu einem Einsatz, verletzt sich aber beim Aufstehen von der Bank.                                                                            |                                                       |
| 7                                     | Ein Untertane von Sixtus schlägt vor, ihn nicht den Löwen, sondern harmlosen Schafen vorzuwerfen. |                                                       |
| 8                                     | Ein Flughafenmitarbeiter nutzt den Handscanner für Seifenblasen. | Alexander Herzog                                      |
| 9                                     | Ein Mann beschwert sich bei seinem neuen Nachbarn, dass dieser so leise ist. |                                                       |
| 10                                    | Der vermeintliche Einbrecher möchte nur Werbung für Alarmanlagen machen. | Margret Homeyer                                       |
| 11                                    | Ein Mann soll beim Psychiater von seiner krankhaften Fixierung auf Bockwurst geheilt werden. |                                                       |
| 12                                    | Im Seelöwenbecken taucht ein Mann mit Seelöwenbart auf. | Dagmar Biener                                         |
| 13                                    | Die neue Familie in einem wohlhabenden Wohnviertel entpuppt sich als nicht so vornehm, wie der Nachbar denkt.                                                                                            | Margret Homeyer                                       |
| 14                                    | Der Ehemann möchte wissen, woher die Zigarre kommt, die neben seiner Ehefrau im Bett liegt. Ihr Liebhaber nennt ihm den Herkunftsort.                                                                    | Gaby Fischer                                          |
| 15                                    | Der Bewerber für den Posten des Verkaufsleiters soll auf Knopfdruck weinen können. | Peter Doering, Ernst Wilhelm Lenik, Karl-Ulrich Meves |
| 21. Folge (Erstausstrahlung: 04/1990) | |                                                       |
| 0                                     | Eddi arbeitet an einem Modellbausatz, Harald nimmt ihm diesen weg. |                                                       |
| 1                                     | Ein Mann verlangt in einer Drogerie Kondome, aber die Verkäufer wollen ihm diese nicht so einfach geben.                                                                                                 | Egon Hofmann, Margret Homeyer, Nora Jensen            |
| 2                                     | Der überfallene Bankbeamte gibt dem Bankräuber Tipps zu dessen Waffe. |                                                       |
| 3                                     | Ein Mann hat einen Dinosaurier im Garten und versucht vergeblich, telefonisch Hilfe zu bekommen. Am Ende erhält er sogar eine Strafe, weil der Saurier sein Auto ins Halteverbot geschoben hat.          | Karen Friesicke                                       |
| 4                                     | Die Kellnerin erlegt die Fliege in der Suppe mit einer Fliegenklatsche. | Karen Friesicke                                       |
| 5                                     | Ein Mann bemüht sich um das Burgfräulein Elvira, da kommt ihr Verlobter zurück. | Nora Jensen                                           |
| 6                                     | Aus Geldmangel wird Operationsbesteck durch den Inhalt eines Werkzeugkastens ersetzt. |                                                       |
| 7                                     | Dem Kunden einer Partneragentur wird eine Meerjungfrau vermittelt. | Christine Kaufmann                                    |
| 8                                     | Ein Arzt verzweifelt am Gedächtnisverlust seines Patienten. | Margret Homeyer                                       |
| 9                                     | Ein Mann täuscht mit einem Tonbandgerät vor, den Rasen zu mähen, um seine Nachbarin beim Sonnenbaden beobachten zu können.                                                                               |                                                       |
| 10                                    | Der Chef macht seiner Mitarbeiterin im Restaurant eine Liebeserklärung, als sich ein weiterer Mitarbeiter einfach zu den beiden setzt.                                                                   | Christine Kaufmann                                    |
| 11                                    | Bei der Wettervorhersage ist der Meteorologe immer der Prognose entsprechend gekleidet. |                                                       |
| 12                                    | Ein Mann kommt spät nach Hause und wird von seiner Frau körperlich attackiert, weil sie immer so besorgt ist, dass ihm etwas passiert sein könnte.                                                       | Dagmar Biener                                         |
| 13                                    | Im Zoogeschäft wird ein Plüschpapagei reklamiert. Der Verkäufer ist aber selbst eine Aufziehpuppe. |                                                       |
| 14                                    | Der Ehemann der Sekretärin hat kompromittierende Fotos von ihrer Affäre mit ihrem Chef. Dieser hätte gerne Abzüge davon.                                                                                 | Karen Friesicke                                       |
| 22. Folge (Erstausstrahlung: 04/1990) | |                                                       |
| 0                                     | Eddi schraubt an einem Kofferradio, Harald nimmt es ihm weg. |                                                       |
| 1                                     | Ein Pastor spricht eine Frau an, die scheinbar ihre Blumen im Vorgarten gießt und mit ihnen spricht. | Christine Kaufmann                                    |
| 2                                     | Ein Mann mit einem unaussprechlichen Namen muss auf der Polizeiwache seine Daten angeben. |                                                       |
| 3                                     | Die Bestellung "ein trockener Martini" wird von der Bedienung wörtlich genommen. | Karen Friesicke                                       |
| 4                                     | Ein Schauspieler hat in seiner Rolle als Julius Cäsar Brutus umgebracht | Laurent Holzamer                                      |
| 5                                     | Auf einer Party stellen zwei Gäste fest, dass die Frau des einen die Geliebte des anderen ist und umgekehrt.                                                                                             |                                                       |
| 6                                     | Ein Einbrecher in einer Arztpraxis nimmt Telefonate entgegen. |                                                       |
| 7                                     | Im Gefängnis bringt ein Pflanzenfreund seinen Zellengenossen zur Verzweiflung. |                                                       |
| 8                                     | Ein Psychologe bringt mit übergriffigem Verhalten seinen Patienten dazu, "Nein"-Sagen zu üben. |                                                       |
| 9                                     | Als ein Mann nachts seine Geliebte abholt, will diese fast den ganzen Hausstand mitnehmen. |                                                       |
| 10                                    | Dass er falsch verbunden ist, stört einen Mann beim Erzählen von Klatsch und Tratsch am Telefon überhaupt nicht.                                                                                         |                                                       |
| 11                                    | In der Kneipe beichtet ein Mann seinem Freund, dass er ein Verhältnis mit dessen Frau hat. | Karen Friesicke                                       |
| 12                                    | Zwei Männer wollen sich von einem Haus stürzen und entdecken, dass bei beiden dieselbe Frau der Auslöser war.                                                                                            |                                                       |
| 13                                    | Ein Überfall-Zettel im Postamt wird als Telegramm interpretiert |                                                       |
| 14                                    | Ein Paar interessiert sich für den Kauf eines Fernsehers mit Stimm-Modularsequenzer. | Margret Homeyer                                       |
| 23. Folge (Erstausstrahlung: 04/1990) | |                                                       |
| 0                                     | Eddi spielt Blockflöte, Harald nimmt ihm das Notenblatt weg. |                                                       |
| 1                                     | Ein Krankenhauspatient wird entlassen, weil das Bett gebraucht wird – für ein Schäferstündchen des Arztes mit der Krankenschwester.                                                                      | Karen Friesicke                                       |
| 2                                     | Der Bankräuber gibt dem verzweifelten Bankbeamten neuen Lebensmut. |                                                       |
| 3                                     | Ein Mann beschwert sich über den zu hohen Zaun zwischen seinem Grundstück und dem Nacktbadestrand. |                                                       |
| 4                                     | Einer Frau ist ihr Vogel wichtiger als der Ehemann. | Margret Homeyer                                       |
| 5                                     | Zwei völlig unterschiedlich aussehende Männer bewerben sich als Zwillinge für einen Werbespot. | Christine Kaufmann                                    |
| 6                                     | Der Mitarbeiter eines Informationsschalters kann wirklich alle verlangten Informationen liefern. |                                                       |
| 7                                     | Auf die Frage, ob er weiß, wo die Schillerstraße ist, antwortet ein Polizist nur, dass er das natürlich wisse.                                                                                           | Margret Homeyer                                       |
| 8                                     | Ein Tierarzt soll sich ein gefährliches Tier namens "Gelbgeringelter" ansehen. |                                                       |
| 9                                     | Ein reicher Amerikaner möchte ein Van-Gogh-Bild kaufen, hat aber noch ein paar Änderungswünsche. |                                                       |
| 10                                    | Ein Mann sucht vergeblich die Zeitschrift mit dem Krimi, den er vor dem Einschlafen noch zu Ende lesen möchte. Dabei sitzt der Geliebte seiner Ehefrau im Schrank und liest ihn.                         | Dagmar Biener                                         |
| 11                                    | Auf einer Parkbank lernt ein Mann einen anderen mit prophetischen Fähigkeiten kennen und nutzt dies für seine Zwecke aus.                                                                                |                                                       |
| 12                                    | Der Zoowärter versteht die Frage nach dem Beginn der Affenfütterung so, dass die Besucher gerne mitessen möchten.                                                                                        | Dagmar Biener                                         |
| 13                                    | Der Bewerber für eine Stelle als Vertreter ist übermotiviert und erschießt deshalb schließlich den Interviewer mit dessen Pistole.                                                                       | Nora Jensen                                           |
| 24. Folge (Erstausstrahlung: 04/1990) | |                                                       |
| 0                                     | Eddi malt mit Palette und Staffelei, Harald nimmt ihm das Bild weg. |                                                       |
| 1                                     | Als ein Polizist auftaucht, gibt ein Punker vor, seine Graffiti-Spraydose sei sein Deo. |                                                       |
| 2                                     | In einem Partnerinstitut werden einer Frau verschiedene Männer-Modelle vorgestellt. | Christine Kaufmann                                    |
| 3                                     | Bei einem Überfall an der Supermarktkasse ist der Marktleiter sehr zuvorkommend zum Räuber und gibt der Kassiererin entsprechende Anweisungen.                                                           | Nora Jensen                                           |
| 4                                     | In einer Kneipe stellt ein Mann seinem Freund eine aus Japan mitgebrachte Zeitmaschine vor. | Karl-Ulrich Meves, Karen Friesicke                    |
| 5                                     | Der Lärm im Schlafzimmer eines Mannes kommt daher, dass ein Bauarbeiter direkt im Zimmer arbeitet. |                                                       |
| 6                                     | In einem Kino sehen sich Hunde nicht-jugendfreie Filme mit Hunden an. |                                                       |
| 7                                     | Beim Heiratsantrag stellt sich heraus, dass die Frau noch jede Menge andere Männerbeziehungen hat. | Dagmar Biener                                         |
| 8                                     | Im Zoogeschäft fragt ein Mann, wie man einen Fisch fängt. |                                                       |
| 9                                     | Ein Einbrecher erkennt im Polizisten einen ehemaligen Klassenkameraden. |                                                       |
| 10                                    | In einem Quiz wird die Frage nach fünf Dingen, die Milch enthalten, gestellt. |                                                       |
| 11                                    | Ein Buchhändler tut alles, um einem schwierigen Kunden etwas zu verkaufen. | Hilde Sessak                                          |
| 12                                    | Ein Kleptomane lässt sich vom Psychiater behandeln. |                                                       |
| 13                                    | Dagmar Berghoff wird im Restaurant von Fans erkannt. | Dagmar Berghoff                                       |